# Akebia
Akebia er løvfældende eller vintergrønne lianer med slyngende stængler, der bærer fingrede blade. Småbladene er tydeligt stilkede og har hel eller bugtet rand. Blomsterne er enkønnede og langstilkede i klaser fra bladhjørnerne. De nederste er hunlige, mens de øverste er hanlige og i øvrigt tydeligt mindre end de hunlige. Frugter ses sjældent, men de er cylindriske til aflangt ægformede bælge. Slægten er udbredt i Østasien, hvor der findes 2-5 arter. Her Beskrives dog kun den ene, som ses dyrket i Danmark.
| Beskrevne arter |

- Femfingret Akebia (Akebia quinata)

| Andre arter |

- Akebia chingshuiensis
- Akebia longeracemosa
- Akebia trifoliata